# Pardoși
Pardoși is een Roemeense gemeente in het district Buzău.
Pardoși telt 515 inwoners.